# آريس 1 إكس
كانت آريس 1 إكس نموذج أولي لمرحلة أولى لمفهوم صاروخ آريس 1، وهو نظام إطلاق لرحلات الفضاء البشرية طورته الإدارة الوطنية للملاحة الجوية والفضاء (ناسا). أطلِقت مركبة آريس 1 إكس بنجاح في 28 أكتوبر 2009. بلغت تكلفة المشروع 445 مليون دولار.
كانت مركبة آريس 1 إكس المستخدمة في الرحلة التجريبية مشابهة في الشكل والكتلة والحجم للتكوين المخطط له لمركبات آريس 1 اللاحقة، ولكنها كانت تحتوي على أجهزة داخلية مختلفة إلى حد كبير تتكون من مرحلة واحدة فقط. كانت الهدف من مركبات آريس 1 هو إطلاق مركبات أوريون المأهولة. إلى جانب نظام الإطلاق آريس 5 ومركبة الهبوط القمرية الطير، كان آريس 1 وأوريون جزءًا من برنامج كونستيلشن التابع لناسا، الذي شمل تطوير مركبة لرحلات الفضاء البشرية الأمريكية بعد تقاعد مكوك الفضاء.

## أهداف الاختبار
كانت آريس 1 إكس الرحلة التجريبية الوحيدة لنموذج مركبة إطلاق آريس 1. تضمنت أهداف الرحلة التجريبية ما يلي:
- اختبار السيطرة على مركبة مشابهة ديناميكيًا باستخدام خوارزميات تحكم مماثلة لتلك المستخدمة في آريس 1.
- إجراء انفصال أثناء الرحلة بين نموذج مرحلة آريس 1 ومرحلة عليا تمثيلية.
- اختبار تجميع واستعادة المرحلة الأولى في مركز كينيدي للفضاء.
- اختبار تسلسل انفصال المرحلة الأولى، وقياس ديناميكيات دخول المرحلة الأولى في الغلاف الجوي، وأداء مظلة الهبوط.
- تحديد درجة عزم الدوران المدمج للمركبة طوال رحلة المرحلة الأولى.

شملت الرحلة أيضًا عدة أهداف ثانوية، بما في ذلك:
- قياس فعالية محركات تباطؤ المرحلة الأولى الخاصة بالصاروخ المعزز.
- تحديد البيئات المستحثة والضغوط التي تتعرض لها المركبة أثناء الانطلاق.
- اختبار عملية تحديد موضع المركبة لتوجيه نظام التحكم في الطيران.
- تحديد الأحمال المستحثة على المركبة الاختبارية أثناء وجودها على منصة الإطلاق.
- تقييم المواقع المحتملة للوصول إلى آريس 1 في مبنى تجميع المركبات في إيه بي وعلى منصة الإطلاق.
- تقييم الأداء السُري الكهربائي للمرحلة الأولى.

قدّر ملف تعريف رحلة آريس 1 إكس ظروف الطيران التي يُتوقع أن تتعرض لها آريس 1 عند سرعة ماخ 4.5، على ارتفاع نحو 130000 قدم (39600 متر) تحت تأثير أقصى ضغط ديناميكي («ماكس كيو») يبلغ 800 باوند لكل قدم مربع تقريبًا (38 كيلو باسكال).
كان ملف تعريف رحلة آريس 1 إكس مشابهًا لرحلات صاروخ ساتورن 1 غير المأهولة في ستينات القرن العشرين، التي اختبرت مفهوم صواريخ دفع ساتورن.
من خلال اختبار انفصال المرحلة الأولى، تحققت الرحلة الاختبارية أيضًا من أداء وديناميكيات صاروخ آريس 1 المعزز العامل بالوقود الصلب اعتمادًا على تصميم «العمود الواحد»، الذي يختلف عن تصميم «المعزز المزدوج» بجانب الخزان الخارجي الخاص بمكوك الفضاء.

## الوصف
تألفت مركبة آريس 1 إكس من مرحلة صاروخ معزز يعمل بالوقود الصلب (إس آر بي) مكونة من أربعة أجزاء، ومحاكي كتلة للجزء الخامس، ومحاكي للمرحلة العليا (يو إس إس)، الذي كان مشابهًا لشكل المرحلة العليا الفعلية لكن أثقل، بالإضافة إلى وحدة محاكاة لمركبة أوريون المأهولة (سي إم) ونظام إجهاض الإطلاق (إل إيه إس). لم تُبنى أجهزة المرحلة العليا الفعلية في الوقت المناسب للاختبار، بالتالي سمح جهاز محاكاة الكتلة في المرحلة العليا للصاروخ المُعزز بالتحليق على نفس المسار تقريبًا خلال المرحلة الأولى من الرحلة. لم تُسترد وحدة يو إس إس وأجهزة محاكاة كتلة سي إم/إل إيه إس التي أطلقتها مركبة آريس 1 إكس، إذ سقطت في المحيط الأطلسي. استُردت المرحلة الأولى، بما في ذلك جهاز محاكاة كتلة الجزء الخامس، لاسترداد مسجلات بيانات الرحلة والمعدات القابلة لإعادة الاستخدام.